# كامبديفانول
بلدية كامبديفانول (بالإسبانية: Campdevánol) هي بلدية تقع في مقاطعة جرندة التابعة لمنطقة كتالونيا شمال شرق إسبانيا.

## الديموغرافيا
بلغ عدد سكان بلدية كامبديفانول 3.477 نسمة عام 2011 (وفقاً للمعهد الوطني الإسباني للإحصاء).
| 3.347 | 3.349 | 3.412 | 3.432 | 3.519 | 3.505 | 3.477 |